# Bolsjevikön

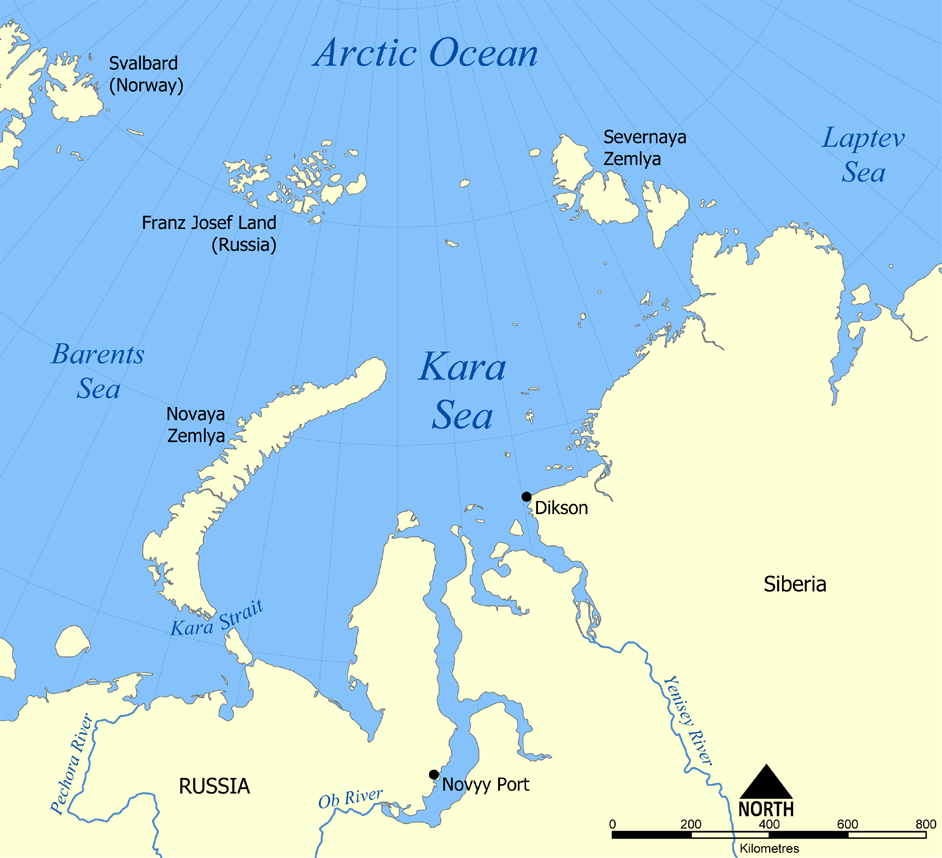
Lägeskarta.

Områdeskarta.

Bolsjevikön (ryska: о́стров Большеви́к, óstrov Bolsjevík) är en ö i ögruppen Severnaja Zemlja, Krasnojarsk Kraj, Ryssland. Den är döpt efter den politiska falangen med samma namn. 

## Geografi
Bolsjevikön är den sydligaste ön i ögruppen Severnaja Zemlja i Norra ishavet mellan Karahavet och Laptevhavet.
Ön har en yta på 11,270 km² och den högsta höjden är på 935 m ö.h. Bolsjevikön är den näst största (efter Oktoberrevolutionens ö) i gruppen. Det råder arktiskt klimat i området och 31% av ön är täckt av glaciärer.

## Historia
Ögruppen upptäcktes 1913 av ryske upptäcktsresande Boris Vilkitskij under den hydrografiska expeditionen i Norra ishavet. Bolsjevikön undersöktes först under en expedition åren 1930–1932 och namngavs till bolsjevikernas ära.